# ملال آيت ولال (آيت ولال)
ملال آيت ولال هي إحدى مشيخات المملكة المغربية، تتبع جغرافيا لإقليم زاكورة وإداريًا لآيت ولال. يقدر عدد سكانها بـ 4494 نسمة حسب الإحصاء الرسمي للسكان والسكنى لسنة 2004.